# 보토란칭

일례우스의 위치

보토란칭(포르투갈어: Votorantim)은 브라질 상파울루주의 도시로 면적은 177km2, 높이는 557m, 인구는 107,157명(2006년 기준)이다. 주도인 상파울루에서 약 100km 정도 떨어진 곳에 위치한다.